# Triumfetta althaeoides
Triumfetta althaeoides är en malvaväxtart som beskrevs av Jean-Baptiste de Lamarck. Triumfetta althaeoides ingår i släktet triumfettor, och familjen malvaväxter. Inga underarter finns listade i Catalogue of Life.